# پودلیست
پودلیست (به آلمانی: Pödelist) یک منطقهٔ مسکونی در آلمان است که در فریبورگ (اون‌اشتروت) واقع شده‌است. پودلیست ۳۳۸ نفر جمعیت دارد.